# PTT Ee 3/3 8–11

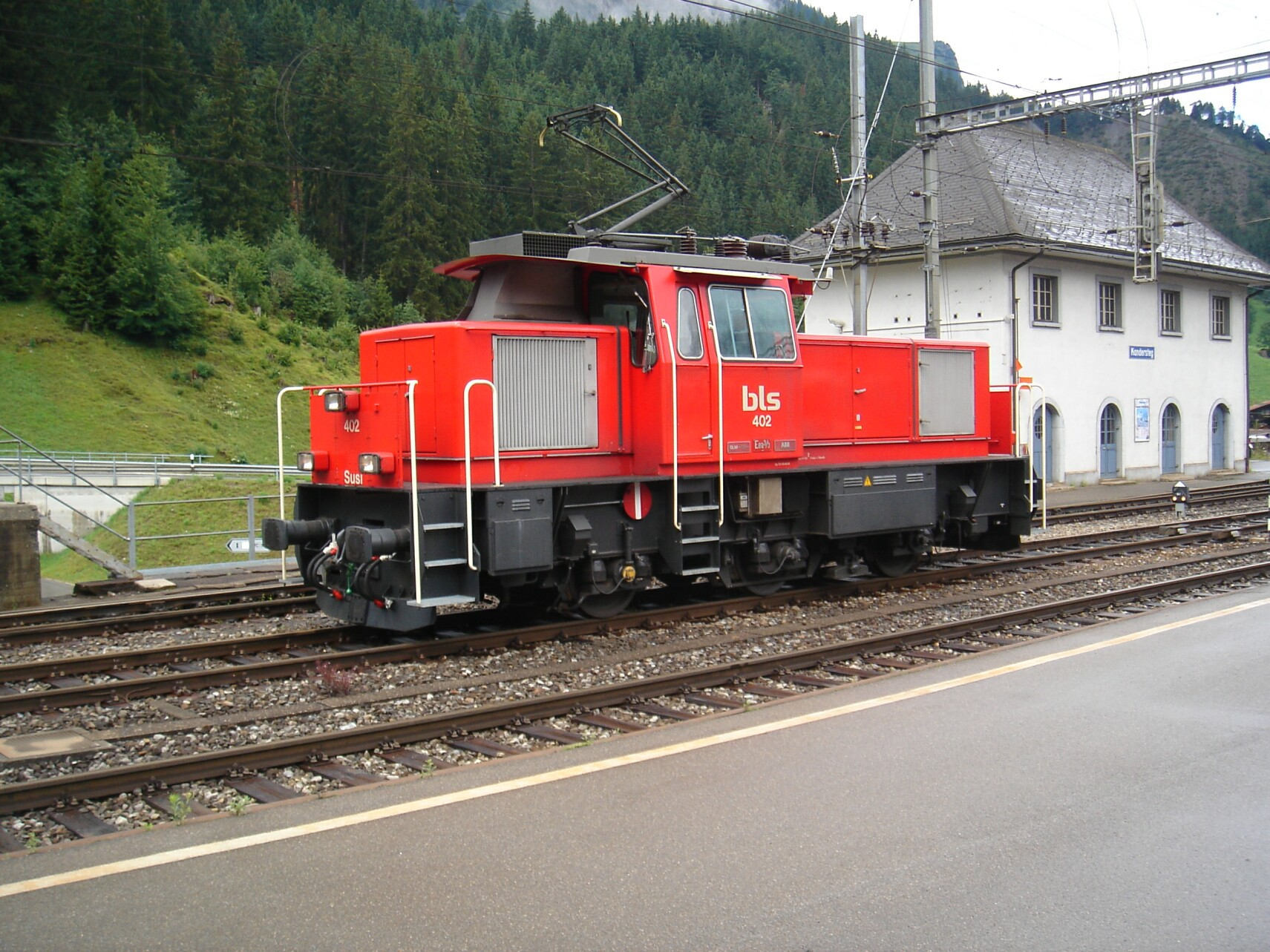
Die BLS Eea 935 402 in Kandersteg 2005

Die von der Schweizerischen Lokomotiv- und Maschinenfabrik (SLM) 1985 und 1991 gebauten Ee 3/3 und Eea 3/3, aktuelle Bezeichnung Ee 936, Eea 935 oder Eea 936, sind dreiachsige elektrische Rangierlokomotiven die auch im Streckendienst verwendet werden können. Sie unterscheiden sich von den weit über hundert für Schweizerische Bundesbahnen (SBB) und einige andere Abnehmer gebauten Ee 3/3, Ee 3/3II und Ee 3/3IV durch einen Einzelachsantrieb anstelle eines Stangenantriebs und die modernere kantige Bauform. Die Grundkonzeption der Rangierlok mit Mittelführerstand und Vorbauten wurde jedoch übernommen.

## Konstruktion
Als die Post-, Telefon- und Telegrafenbetriebe (PTT) Mitte der 1980er-Jahre für ihre Postbahnhöfe Rangierlokomotiven benötigten, lag der Bau der letzten Ee 3/3 fast zwanzig Jahre zurück. Deshalb wurde aufbauend auf der bewährten Grundkonzeption eine zeitgemässe Lok entworfen. Insbesondere wurde der Stangenantrieb durch einen Einzelachsantrieb ersetzt und die von BBC bzw. ABB beigesteuerte elektrische Ausrüstung basiert auf einer Thyristorsteuerung mit Wellenstrom-Reihenschluss-Fahrmotoren anstelle eines Stufenschalters und Wechselstrommotoren.
An der Bestellung einer zweiten Serie beteiligten sich ausser der PTT mit einem Stück auch die damalige EBT-Gruppe und BLS-Gruppe. Letztere forderte für die Güterzustellung auf der Gürbetalbahn die Möglichkeit eines fahrleitungslosen Betriebs. Die an die Gürbetal-Bern-Schwarzenburg-Bahn (GBS) gelieferte Lok weist deshalb zusätzlich Akkumulatoren auf, welche die Lok für beschränkte Zeit mit Strom versorgen können. Sie trägt deshalb die Typenbezeichnung Eea 3/3. Zudem wurde die zulässige Höchstgeschwindigkeit für den Streckendienst auf 75 km/h erhöht.

## Einsatz

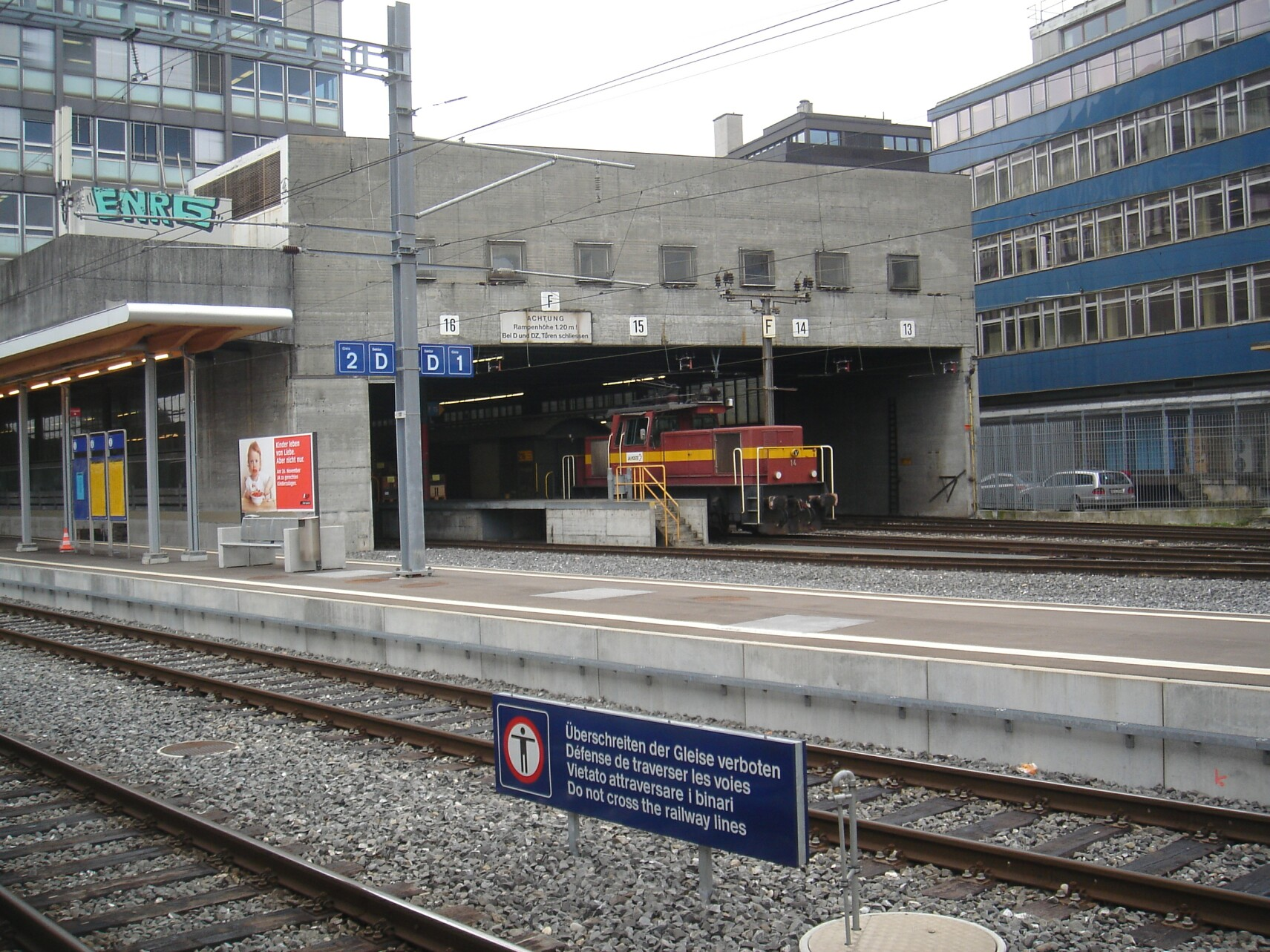
Rangierlokomotive der PTT im Einsatz in Bern, 2006

Die zuerst abgelieferten Rangierlokomotiven Ee 3/3 8–11 wurden von der Post in den grösseren Postbahnhöfen Zürich Mülligen, Däniken, Bern und Luzern eingesetzt. Bei den Privatbahnen in der Feinverteilung von Güterwagen. Mit der Reorganisation der Güterzustellung übernahm die SBB die Endzustellung mit eigenen Triebfahrzeugen. Die Post verlegte ihre Transporte in Container und ersetzte die Postbahnhöfe durch Sortierzentren und die Ee 3/3 wurden 2009 abgestellt.
Die Privatbahnloks kamen durch Fusion schliesslich allesamt zur 2006 gegründeten BLS. Die Ee 3/3 wurden deshalb neuen Aufgaben zugeführt. Die BLS benötigte einige Loks für das Bereitstellen der Autoverladewagen in Kandersteg sowie das Vorheizen und Beistellen von Verstärkungswagen in verschiedenen Bahnhöfen (2017 nur noch Langnau, wo der Bt 943 der S4 beigestellt wird). Die Lokomotiven der Post und eine Lokomotive der BLS wurden ab 2010 verkauft. Die Jurabahnen (CJ) setzen sie für den Güterverkehr in der Ajoie ein und haben sie zu diesem Zweck mit Vielfachsteuerung nachgerüstet. Die Firma Stadler Rail setzt ihre zwei Loks auch für die Auslieferung von Fahrzeugen ein. Um Fabrikhallen und Anschlussgleise befahren zu können, hat sie ihre zwei Loks analog der BLS-Lokomotive Eea 935 402 mit Akkumulatoren nachgerüstet, ebenso wurde eine Vielfachsteuerung nachgerüstet. Zusätzlich wurde die Ee 936 134 von der BLS als Ersatzteilspender übernommen und steht seither in Erlen auf einem Stumpengleis. 

## Liste der Loks
| SLM Fabriknummer | Baujahr | Erste Bahn und Nummer | Heutiger Typ | TSI-Nummer       | Halterin |
| ---------------- | ------- | --------------------- | ------------ | ---------------- | -------- |
| 5286             | 1985    | PTT 8                 | Ee 936       | 97 85 1936 154-4 | JÜST     |
| 5287             | 1985    | PTT 9                 | Ee 936       | 91 85 4936 153-6 | CJ       |
| 5288             | 1985    | PTT 10                | Ee 936       | 91 85 4936 152-8 | CJ       |
| 5289             | 1985    | PTT 11                | Ee 936       | 91 85 4936 151-0 | CJ       |
| 5467             | 1992    | PTT 14                | Ee 936       | 97 85 1936 131-2 | STAG     |
| 5468             | 1991    | GBS 402               | Eea 935      | 97 85 1935 402-8 | BLS      |
| 5469             | 1991    | EBT 132               | Ee 936       | 97 85 1936 132-0 | BLS      |
| 5470             | 1991    | EBT 133               | Eea 936      | 97 85 1936 133-8 | STAG     |
| 5471             | 1991    | EBT 134               | Ee 936       | 97 85 1936 134-6 | BLS      |
| 5472             | 1991    | VHB 151               | Ee 936       | 97 85 1936 135-3 | BLS      |